# Luigi Pepe (giornalista)
Luigi Pepe (Napoli, 25 dicembre 1961) è un giornalista italiano.

## Biografia
Laureatosi in giurisprudenza all'università di Napoli, nel 1987 si trasferì a Roma, ove venne assunto al settimanale della Confcommercio, Commercio Turismo (poi rinominato Impresa Italia). Giornalista professionista dal 1990, nello stesso anno assunsee la vicedirezione della rivista Europa Finanza. Collaborò altresì con il GR2 Rai, seguendo vertici internazionali e conflitti, nonché i rivolgimenti succeduti alla caduta del Muro di Berlino.
Nel 1998, durante la XIII legislatura della Repubblica Italiana, divenne portavoce del ministro dell'università e della ricerca Ortensio Zecchino nei governi D'Alema I e II, nonché nel governo Amato II. Nello stesso periodo divenne anche direttore della rivista Atenei, organo ufficiale dell'Università italiana.
Dopo le elezioni politiche del 2001, nella XIV Legislatura fu chiamato a svolgere la funzione di portavoce del ministro degli Affari Regionali, Enrico La Loggia, nel corso del governo Berlusconi II e del III, mantenendo l'incarico fino al 2006. In quegli anni curò anche l'informazione della Conferenza permanente per i rapporti tra lo Stato, le regioni e le province autonome.
Nella XV Legislatura (2006-2008) fu capo ufficio stampa dell'UDC e portavoce del segretario nazionale del partito, Lorenzo Cesa.
Nella prima parte della XVI Legislatura fu portavoce del sottosegretario per i Beni e Attività Culturali Francesco Maria Giro, nel governo Berlusconi IV.
Dal 29 gennaio 2010 e fino al 2013 tornò a collaborare con Enrico La Loggia, nominato presidente della commissione parlamentare per l'attuazione del federalismo fiscale.
Dal maggio 2004 è portavoce del Comitato Atlantico Italiano.
Il 1º luglio 2014 è stato nominato capo di gabinetto del sindaco di Torre del Greco Ciro Borriello; il 1º ottobre 2018 è confermato nell’incarico dal successore Giovanni Palomba.